# EFCAB2
EFCAB2 (англ. EF-hand calcium binding domain 2) – білок, який кодується однойменним геном, розташованим у людей на короткому плечі 1-ї хромосоми.  Довжина поліпептидного ланцюга білка становить 269 амінокислот, а молекулярна маса — 29 714.
| 10         |  | 20         |  | 30         |  | 40         |  | 50         |
| ---------- |  | ---------- |  | ---------- |  | ---------- |  | ---------- |
| MLGPGQVRLR |  | PRVWRDKAGG |  | RVADGASGLP |  | PARGSWRETG |  | TGRALGASSP |
| PRPAQGSSSP |  | GIQSGPSSRP |  | GSPRGAEQAG |  | TPRPRLSLGI |  | SQATGSAARW |
| RTRRTGKGLG |  | YNSDEIRPRT |  | LLIEHLMEGG |  | RRDHHTMTVL |  | WGTQEIIVAE |
| FHKKIKEAFE |  | VFDHESNNTV |  | DVREIGTIIR |  | SLGCCPTEGE |  | LHDLIAEVEE |
| EEPTGYIRFE |  | KFLPVMTEIL |  | LERKYRPIPE |  | DVLLRAFEVL |  | DSAKRGFLTK |
| DELIKYMTEE |  | DGVSLRRPG  |  |            |  |            |  |            |

A: Аланін

C: Цистеїн

D: Аспарагінова кислота

E: Глутамінова кислота

F: Фенілаланін

G: Гліцин

H: Гістидин

I: Ізолейцин

K: Лізин

L: Лейцин

M: Метіонін

N: Аспарагін

P: Пролін

Q: Глутамін

R: Аргінін

S: Серин

T: Треонін

V: Валін

W: Триптофан

Задіяний у такому біологічному процесі як альтернативний сплайсинг. 